# Steinseltz
Steinseltz [ʃtaɪnsɛlts] est une commune française située dans la circonscription administrative du Bas-Rhin et, depuis le 1er janvier 2021, dans le territoire de la Collectivité européenne d'Alsace, en région Grand Est.
Cette commune se trouve dans la région historique et culturelle d'Alsace.

## Géographie
La ville se situe sur la rivière Hausauerbach.
Steinseltz est en Outre-Forêt, c'est-à-dire dans la région de Wissembourg et de Cleebourg.
Le village n'a qu'une seule annexe, il s'agit de Schafbusch.

### Hydrographie
La commune est dans le bassin versant du Rhin au sein du bassin Rhin-Meuse. Elle est drainée par le ruisseau le Haussauerbach et le ruisseau le Rehbach,.
Le Haussauerbach, d'une longueur de 15 km, prend sa source dans la commune de Rott et se jette  dans le Seltzbach à Hoffen, après avoir traversé huit communes.

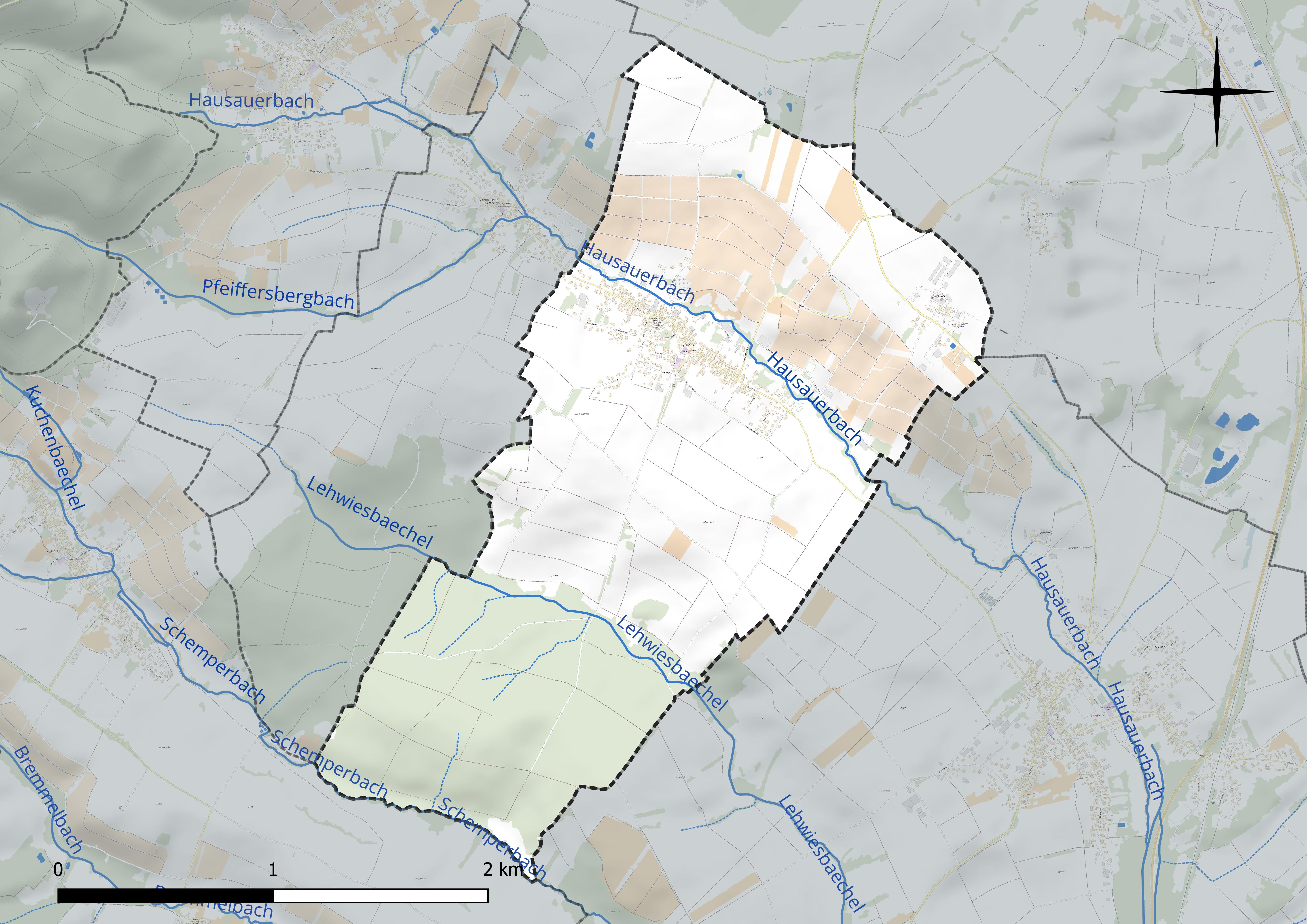
Réseau hydrographique de Steinseltz.

### Climat
Pour des articles plus généraux, voir Climat du Grand Est et Climat du Bas-Rhin.
En 2010, le climat de la commune est de type climat des marges montargnardes, selon une étude du Centre national de la recherche scientifique s'appuyant sur une série de données couvrant la période 1971-2000. En 2020, Météo-France publie une typologie des climats de la France métropolitaine dans laquelle la commune est exposée à un climat semi-continental et est dans la région climatique  Alsace, caractérisée par une pluviométrie faible, particulièrement en automne et en hiver, un été chaud et bien ensoleillé, une humidité de l’air basse au printemps et en été, des vents faibles et des brouillards fréquents en automne (25 à 30 jours).
Pour la période 1971-2000, la température annuelle moyenne est de 10,5 °C, avec une amplitude thermique annuelle de 17,7 °C. Le cumul annuel moyen de précipitations est de 792 mm, avec 10,6 jours de précipitations en janvier et 10,4 jours en juillet. Pour la période 1991-2020, la température moyenne annuelle observée sur la station météorologique de Météo-France la plus proche, « Preuschdorf », sur la commune de Preuschdorf à 12 km à vol d'oiseau, est de 11,3 °C et le cumul annuel moyen de précipitations est de 834,2 mm. 
La température maximale relevée sur cette station est de 39,8 °C, atteinte le 4 juillet 2015 ; la température minimale est de −19,9 °C, atteinte le 8 janvier 1985,,.
Les paramètres climatiques de la commune ont été estimés pour le milieu du siècle (2041-2070) selon différents scénarios d'émission de gaz à effet de serre à partir des nouvelles projections climatiques de référence DRIAS-2020. Ils sont consultables sur un site dédié publié par Météo-France en novembre 2022.

## Urbanisme

### Typologie
Au 1er janvier 2024, Steinseltz est catégorisée bourg rural, selon la nouvelle grille communale de densité à sept niveaux définie par l'Insee en 2022.
Elle est située hors unité urbaine. Par ailleurs la commune fait partie de l'aire d'attraction de Wissembourg (partie française), dont elle est une commune de la couronne,. Cette aire, qui regroupe 11 communes, est catégorisée dans les aires de moins de 50 000 habitants,.

### Occupation des sols
L'occupation des sols de la commune, telle qu'elle ressort de la base de données européenne d’occupation biophysique des sols Corine Land Cover (CLC), est marquée par l'importance des territoires agricoles (66,9 % en 2018), en diminution par rapport à 1990 (71 %). La répartition détaillée en 2018 est la suivante : 
terres arables (48,1 %), forêts (25,4 %), cultures permanentes (15,3 %), zones urbanisées (7,6 %), zones agricoles hétérogènes (2,9 %), prairies (0,6 %). L'évolution de l’occupation des sols de la commune et de ses infrastructures peut être observée sur les différentes représentations cartographiques du territoire : la carte de Cassini (XVIIIe siècle), la carte d'état-major (1820-1866) et les cartes ou photos aériennes de l'IGN pour la période actuelle (1950 à aujourd'hui).

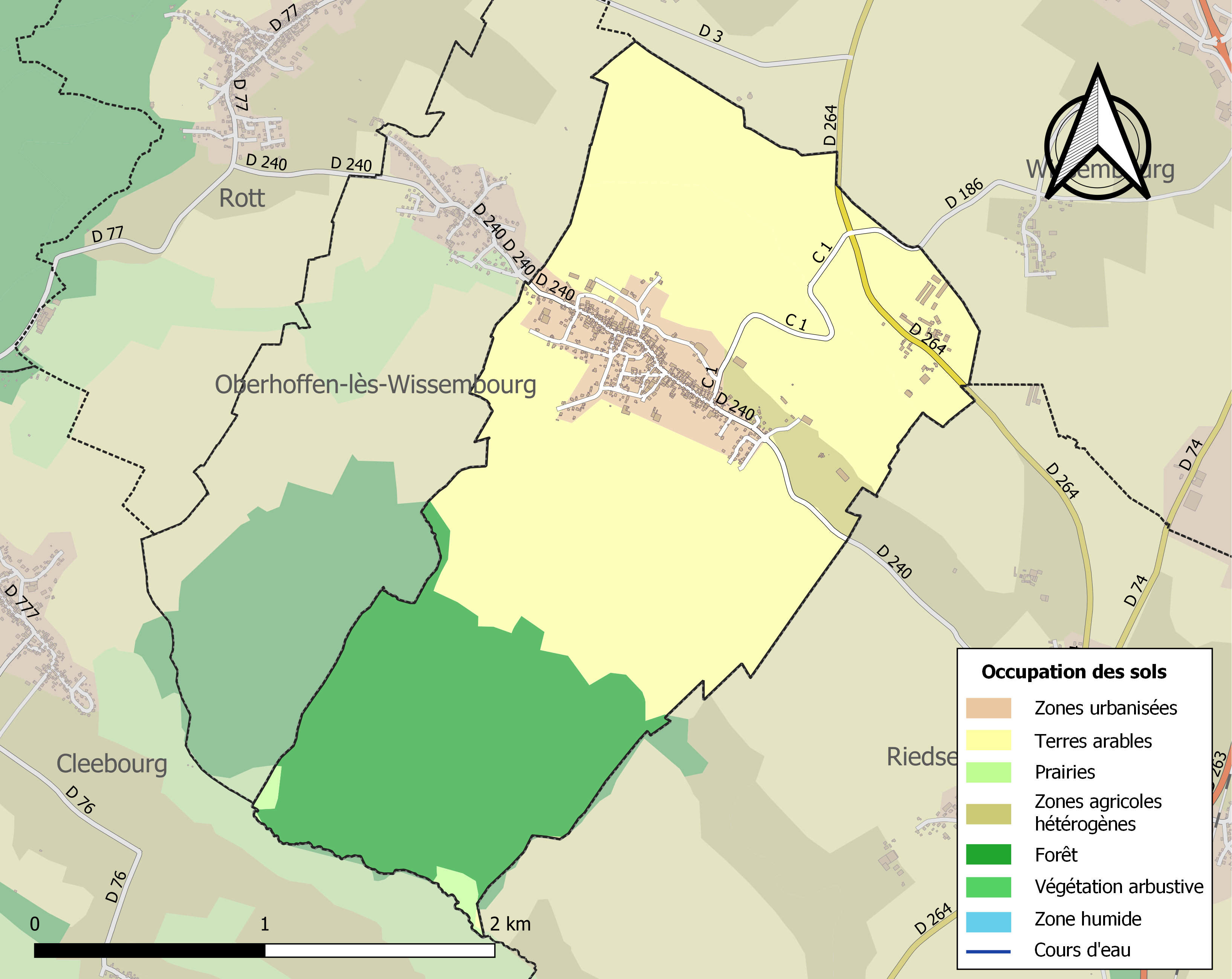
Carte des infrastructures et de l'occupation des sols de la commune en 2018 (CLC).

## Histoire

### Origines
On trouve à Steinseltz des traces d'occupation du Néolithique, et d'autres du IVe siècle, à l'époque romaine.

### Moyen Âge
L'origine de l'histoire de Steinseltz est intimement liée à celle de l'abbaye de Wissembourg, fondée au VIIIe siècle par le moine Dagobert de Spire. Des lieudits témoignent encore de cette époque lointaine comme celui de Auf der Hub. Une Hub était une parcelle de terre louée par le couvent à des particuliers contre un fermage bien défini.
En 1401, après le déclin de l'abbaye de Wissembourg, les sires de Hohenbourg, s'emparèrent du village comme d'ailleurs de ceux de Cleebourg, Oberhoffen-lès-Wissembourg et Rott. Son successeur Wirich II construisit le château de Cleebourg en 1412.
En 1475, Wirich III s'allia au duc Louis de Deux-Ponts contre le comte électeur palatin Frédéric. Victorieux, ce dernier annexa le village de Steinseltz.

### De l'époque moderne à 1914
En 1504, Maximilien de Habsbourg attribue le village de Steinseltz au duché de Deux-Ponts, qui y exercent ainsi un droit de collation. Ils intègrent Steinseltz au bailliage de Cleebourg, qu'ils détiennent jusqu’à la Révolution.
Le 4 août 1870, le prince impérial Frédéric Guillaume se rend au lieu-dit de Schafbusch pour s’incliner devant la dépouille d’Abel Douay.
En 1939, de nombreux habitants sont obligés de se réfugier en Haute-Vienne, à Azat le Ris.

### Héraldique
| Blason de Steinseltz | Blason  | De sable au lion d'or, couronné et lampassé de gueules, au chef parti au I d'azur à l'étoile de six rais d'argent et au II d'or. |
| Blason de Steinseltz | Détails | Le blason résume l'histoire locale : l'étoile est celle de Hohenbourg et le lion est celui du Palatinat du Rhin.                 |

## Toponymie
Staanselz en francique méridional. Steinselz en allemand.

## Politique et administration
| Période                                  | Période  | Identité         | Étiquette | Qualité |
| ---------------------------------------- | -------- | ---------------- | --------- | ------- |
| avant 1995                               | 2014     | André Hauck      |           |         |
| 2014                                     | mai 2020 | Georges Burger   |           |         |
| mai 2020                                 | En cours | Christophe Hecky |           |         |
| Les données manquantes sont à compléter. |          |                  |           |         |

## Population et société

### Démographie
L'évolution du nombre d'habitants est connue à travers les recensements de la population effectués dans la commune depuis 1793. Pour les communes de moins de 10 000 habitants, une enquête de recensement portant sur toute la population est réalisée tous les cinq ans, les populations de référence des années intermédiaires étant quant à elles estimées par interpolation ou extrapolation. Pour la commune, le premier recensement exhaustif entrant dans le cadre du nouveau dispositif a été réalisé en 2006.

En 2022, la commune comptait 612 habitants, en évolution de +1,66 % par rapport à 2016 (Bas-Rhin : +3,17 %, France hors Mayotte : +2,11 %).
| 1793 | 1800 | 1806 | 1821 | 1831 | 1836 | 1841 | 1846 | 1851 |
| ---- | ---- | ---- | ---- | ---- | ---- | ---- | ---- | ---- |
| 491  | 526  | 593  | 701  | 736  | 720  | 652  | 666  | 618  |

| 1856 | 1861 | 1866 | 1871 | 1875 | 1880 | 1885 | 1890 | 1895 |
| ---- | ---- | ---- | ---- | ---- | ---- | ---- | ---- | ---- |
| 603  | 560  | 550  | 530  | 522  | 502  | 499  | 499  | 504  |

| 1900 | 1905 | 1910 | 1921 | 1926 | 1931 | 1936 | 1946 | 1954 |
| ---- | ---- | ---- | ---- | ---- | ---- | ---- | ---- | ---- |
| 495  | 483  | 466  | 437  | 454  | 448  | 483  | 468  | 434  |

| 1962 | 1968 | 1975 | 1982 | 1990 | 1999 | 2006 | 2011 | 2016 |
| ---- | ---- | ---- | ---- | ---- | ---- | ---- | ---- | ---- |
| 456  | 471  | 491  | 556  | 580  | 615  | 634  | 625  | 602  |

| 2021 | 2022 | - | - | - | - | - | - | - |
| ---- | ---- | - | - | - | - | - | - | - |
| 607  | 612  | - | - | - | - | - | - | - |

### Sports

#### FC Steinseltz
Durant la saison 2011-2012, le FC Steinseltz, promu de DH Alsace, évolue en CFA 2. Le club, présidé par Thomas Kronenberger, se déplace notamment au stade de la Meinau pour affronter le RC Strasbourg, match perdu 2-0. Le club est notamment sponsorisé par les caves de Cleebourg.
En 1998, le FC Steinseltz s'illustre en atteignant le septième tour de la Coupe de France de football.
Le club accède à la DH en 1999, puis au CFA 2 en 2011, grâce à la défection de l'équipe réserve des SR Colmar. Alors que le club est assuré de monter, Lucien Stohr, l'entraîneur, affirme « Le but, ce sera de conserver nos valeurs. D’accorder de l’importance à la vie du club, de continuer à nous gérer nous-mêmes lors des troisièmes mi-temps. » À cela, Thierry Juncker ajoute « On sait jusqu’où aller, ce qu’il ne faut pas faire. C’est certainement un moment d’histoire, un moment magnifique, c’est aussi un moment bizarre ». Pour son premier match en CFA 2, dont le petit club a été affecté au groupe C, l'équipe partage les points en réalisant un nul 2-2 face à Jarville.
| Saison  | Div.                | Clas. | Pts. | M.J. | Vic. | Nuls | Déf. | B.P. | B.C. | D.B. |
| ------- | ------------------- | ----- | ---- | ---- | ---- | ---- | ---- | ---- | ---- | ---- |
| 2007-08 | DH Alsace           | 9     | 59   | 26   | 10   | 3    | 13   | 40   | 55   | -15  |
| 2008-09 | DH Alsace           | 7     | 60   | 26   | 9    | 7    | 10   | 46   | 45   | 1    |
| 2009-10 | DH Alsace           | 5     | 65   | 26   | 12   | 3    | 11   | 49   | 39   | 10   |
| 2010-11 | DH Alsace           | 1     | 75   | 26   | 15   | 4    | 7    | 56   | 33   | 23   |
| 2011-12 | CFA2 gr. C          | 15    | 49   | 30   | 5    | 4    | 21   | 56   | 33   | 23   |
| 2012-13 | DH Alsace           | 9     | 59   | 26   | 8    | 9    | 9    | 27   | 41   | -14  |
| 2013-14 | DH Alsace           | 14    | 46   | 26   | 5    | 5    | 16   | 29   | 59   | -30  |
| 2014-15 | Excellence Bas-Rhin | 9     | 57   | 26   | 9    | 4    | 13   | 33   | 44   | -11  |

### La fête du géranium
À Steinseltz a lieu, tous les mois d'août des années impaires, une fête en l'honneur du géranium, plante symbole de l'Alsace.

### Le marché bio
Au cœur du village, la Ferme Burger accueille chaque premier mercredi du mois un marché de produits locaux et bio. On y trouve des produits alimentaires (pains, légumes, fruits, huiles, chocolat, miel...) comme des produits esthétiques (huiles essentielles, savons) ou encore des herbes.

## Économie
Depuis le XIXe siècle, le village vit de la polyculture. Aujourd'hui, avec la viticulture et l'élevage, le secteur primaire occupe la moitié des actifs, les autres se déplaçant dans les zones industrielles de Wissembourg.

## Lieux monuments

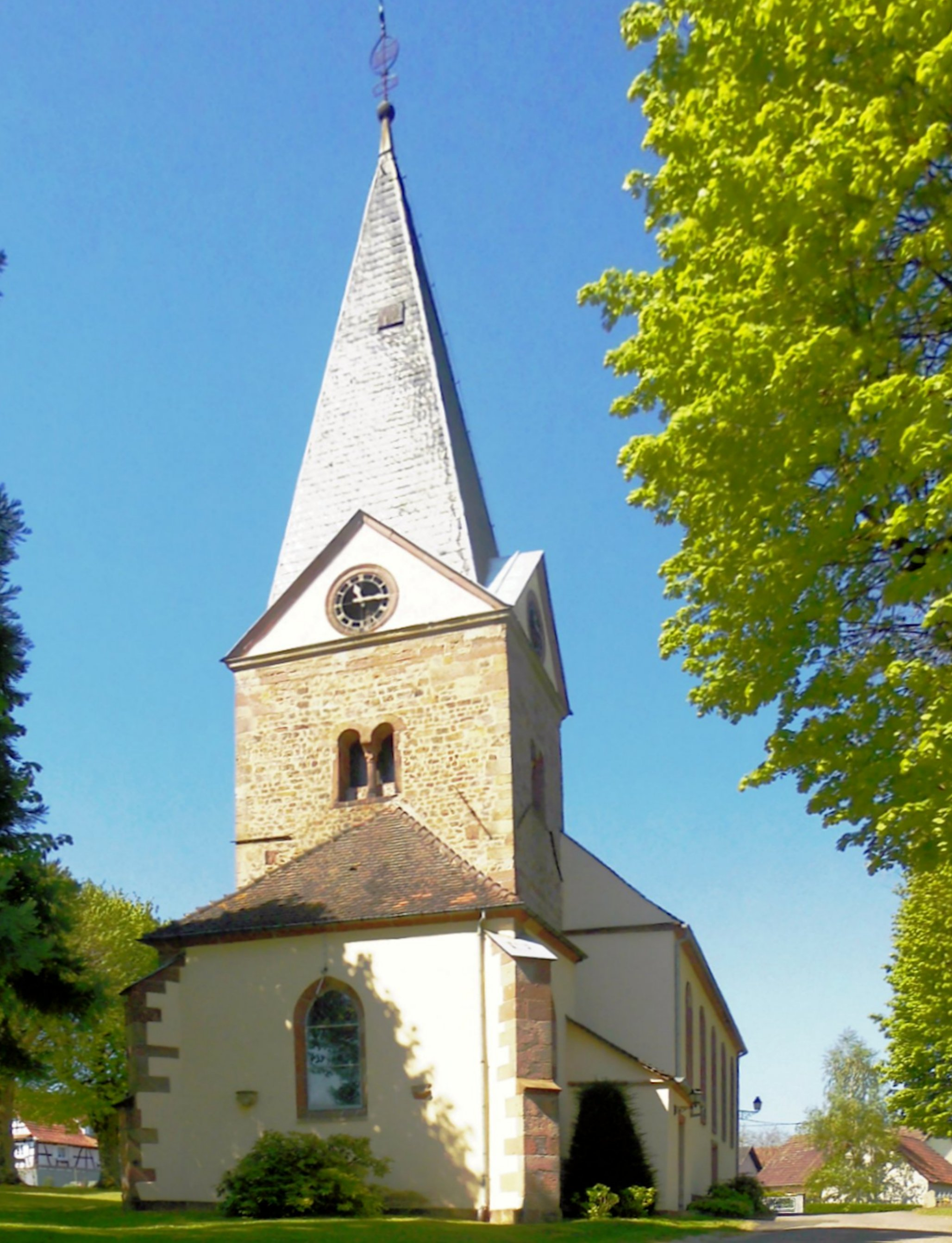
Le temple.

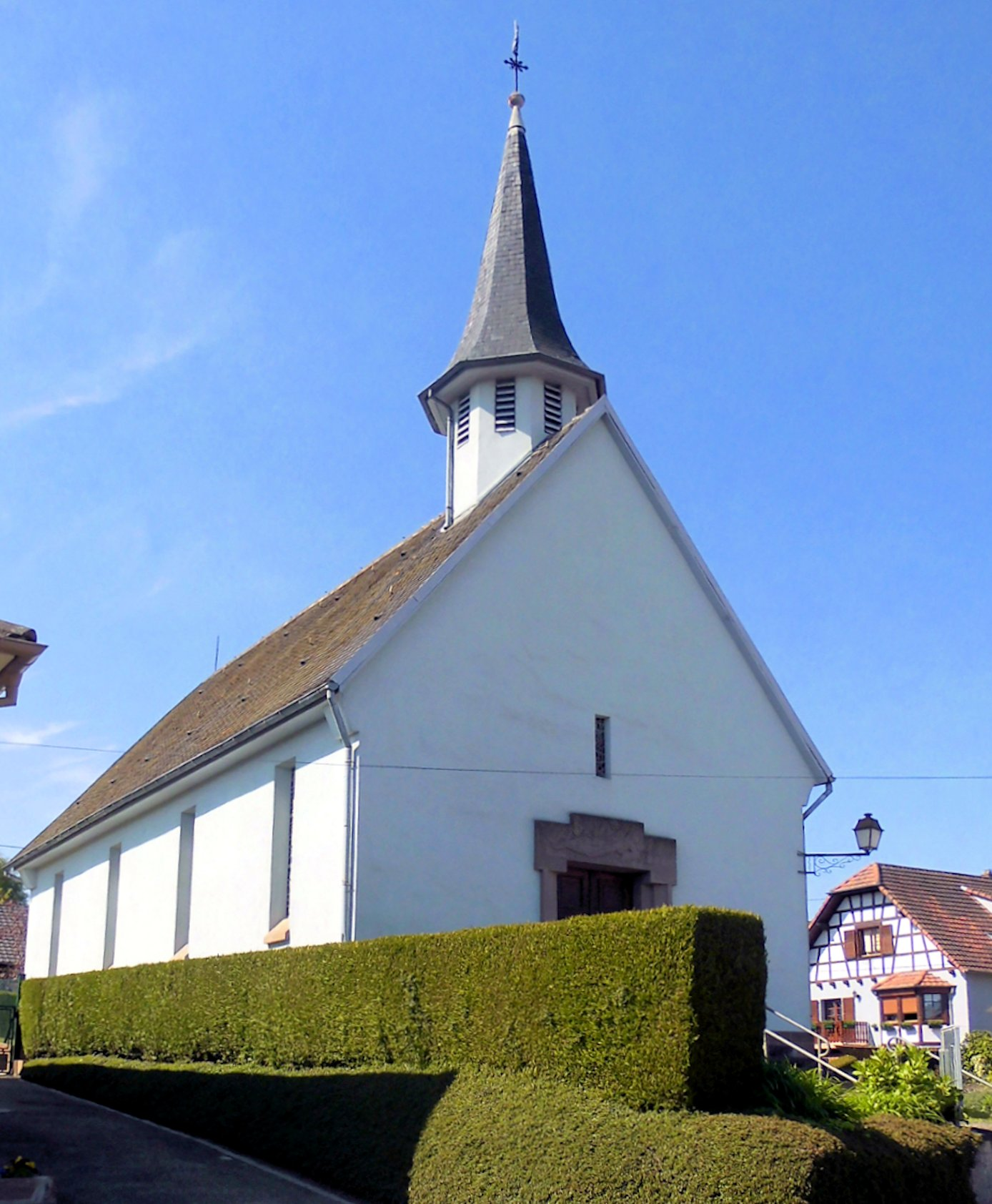
L'église.

- L'église catholique et le temple protestant Saint-Laurent.
- Un bunker construit en 1940, et rénové en 2020[30]

## Personnalités liées à la commune
- Marie Jaëll née Marie Trautmann à Steinseltz le 17 août 1846 et décédée à Paris le 4 février 1925, pianiste, compositrice et pédagogue de renom.